# Mohamed Rouicha
Mohamed Houari (en bèrbère: ⵎⵓⵃⵎⵎⴰⴷ ⵍⵀⵡⵡⴰⵔⵉ, arabe : محمد هواري), plus connu sous le nom de Mohamed Rouicha (en bèrbère: ⵎⵓⵃⵎⵎⴰⴷ ⵔⵡⵉⵛⴰ, en arabe : محمد رويشة), né le 1er janvier 1950 à M'rirt et mort le 17 janvier 2012 à Khénifra) est un chanteur Amazigh marocain spécialiste du ouatar (ou loutar), un instrument de musique marocain apparenté à l'oud, moins rustique.

## Biographie
Issu d'une famille modeste, il quitte l'école « Dyour Chiouks » de Khénifra à l'âge de 11 ans. Il commence à jouer du loutar en 1964, notamment dans des cercles traditionnels de musiciens. La même année, Rouicha se lance dans l'interprétation de la chanson traditionnelle berbère et produit déjà un premier disque en collaboration de la chaîne marocaine RTV.
Mohamed Rouicha qui pose sa voix de manière chaleureuse, obtient progressivement une renommée dans son pays grâce à des titres tels que Ya lehbiba, bini w'binek darou lehdouden en Tamazight et arabe.
Les thèmes des textes de Rouicha évoquent dans un style populaire purement traditionnel, l'amour, la nature, la justice (que ce soit dans le monde profane ou religieux), la politique, la vie et la mort.
En 2004, il se produit avec ses musiciens dans les ruines romaines de Volubilis dans le cadre du Festival de Fès des musiques sacrées du monde
En juillet 2010, il est invité à chanter pour inaugurer le festival des Gorges de Tinghir qui a eu lieu le 28, 29 et 30 juillet dans la commune de Tinghir. Un rendez-vous qui lui tient très à cœur dans la mesure où sa mère est originaire de cette commune de plusieurs dizaines de milliers d'habitants. En effet, avant même de commencer à jouer à Loutar, il n'oublie surtout pas de le rappeler avec cette phrase : « mimiss n'moulay Lahcen, mimiss n'lala Aicha iliss n'moulay Hanafi oult tdoght. », littéralement traduit : « Fils de Moulay Lahcen, fils de Lala Aicha fille de Moulay Hanafi originaire de Toudgha. », une phrase qui rappelle que l'artiste ne fait que revenir aux sources pour jouer dans la région dont sa mère est originaire, à savoir la vallée du Toudra.
Après une carrière de près de 50 ans, Mohamed Rouicha est décédé, le mardi 17 janvier 2012 à la suite d'une détérioration fulgurante de son état de santé le matin de ce même jour et a succombé avant même son arrivée à l'hôpital.

## Discographie
- 2009 : Ah Yalhbib
- 2012 : Hommage à Rouicha (1950/2012)